# Plešivica (gmina Brezovica)
Plešivica – wieś w Słowenii, w gminie Brezovica. W 2018 roku liczyła 184 mieszkańców.